# 雷炳焜

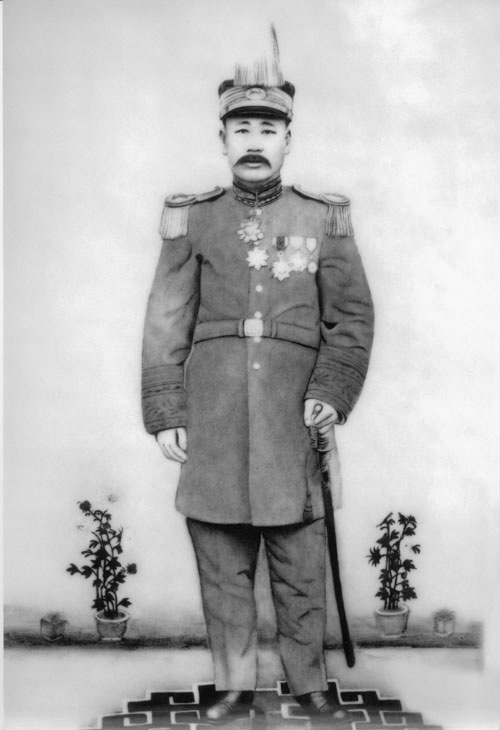
1923年雷炳焜获授陆军少将加中将衔时拍摄的照片

雷炳焜（1875年—1956年）字韵午，湖北襄阳人，中华民国陆军少将加中将衔。

## 生平
光绪二十一年（1895年），湖广总督、湖北巡抚张之洞委派雷炳焜为一镇工程队第一营督队官。清朝末年，雷炳焜考入湖北武备学堂、武昌湖北高等学堂学习。1905年，获官费派赴德国留学，学习陆军兵工。1909年毕业归国，进入陆军部工作。后来，雷炳焜参加了清廷举办的留学生考试，获赐为工兵科举人，任陆军部军制司工兵科长、参事、顾问。
中华民国时期，民国元年（1912年）雷炳焜被陆军总长段祺瑞任命为北京政府陆军部科长。1923年，雷炳焜获授陆军少将加中将衔，奉派驻扎汉阳兵工厂。1926年北伐期间，雷炳焜劝说襄郧镇守使张联升易帜投向国民革命军。1929年，雷炳焜退出军界。
1933年，雷炳焜返回襄樊，任中国红十字会襄阳分会名誉会长。1935年襄阳大水灾时，雷炳焜倡议救济灾民。
中华人民共和国成立后，雷炳焜作为开明绅士获聘为襄阳县各界人民代表大会代表。后来，在湖北省文史研究馆襄阳工作组任职，负责整理古籍和文物。

## 著作
翻译、著述有《要塞战术》、《爆破教范》、《工兵突击教范》、《工兵辑要》等书。